# Municipio de Ogden (Kansas)
El municipio de Ogden (en inglés: Ogden Township) es un municipio ubicado en el condado de Riley en el estado estadounidense de Kansas. En el año 2010 tenía una población de 2519 habitantes y una densidad poblacional de 76,28 personas por km².

## Geografía
El municipio de Ogden se encuentra ubicado en las coordenadas 39°7′25″N 96°41′00″O / 39.12361, -96.68333. Según la Oficina del Censo de los Estados Unidos, el municipio tiene una superficie total de 33.02 km², de la cual 32.03 km² corresponden a tierra firme y (3%) 0.99 km² es agua.

## Demografía
Según el censo de 2010, había 2519 personas residiendo en el municipio de Ogden. La densidad de población era de 76,28 hab./km². De los 2519 habitantes, el municipio de Ogden estaba compuesto por el 78.64% blancos, el 9.88% eran afroamericanos, el 1.19% eran amerindios, el 2.02% eran asiáticos, el 0.2% eran isleños del Pacífico, el 2.3% eran de otras razas y el 5.76% pertenecían a dos o más razas. Del total de la población el 8.42% eran hispanos o latinos de cualquier raza.